# Фишинг-Бранч-Ниинли-Нжик
Территориальный парк Фишинг-Бранч—Ниинли-Нжик (англ. Fishing Branch Ni'iinlii Njik Park) — парк территории Юкон, Канада, созданный в 1999 году на северо-востоке Юкона в 100 км от селения Олд-Кроу. Парк состоит из четырёх частей: 5400 км² занимает особо охраняемая зона, 165 км² являются природным памятником, 1000 км² являются охраняемым местом обитания, а 143 км² занимают земли народа Вунтут-Гвичины. Создание парка является результатом соглашения с общиной вунтут гвичин и стратегией защищаемых объектов Юкона.
Основной задачей парка является сохранение экологического региона в северной части гор Огилви, включая карстовые пещеры. На территории парка водятся медведи, которых можно увидеть во время кетовой рыбалки. В снежные года стада оленей мигрируют по горной части парка, в противном случае они предпочитают богатую пищей долину реки Фишинг-Бранч.
Парк расположен на традиционной территории народа вунтут гвичины в 100 км от ближайшей автодороги (трасса Демпстер). До него можно добраться на вертолёте, снегомобиле или лодке во время высокого уровня воды. Доступ в особо охраняемую зону ограничен.